# Bombyx mandarina
Bombyx mandarina ist ein Schmetterling aus der Familie der Echten Spinner (Bombycidae). Er gilt als die Wildform des Seidenspinners (Bombyx mori).

## Merkmale
Die Falter erreichen eine Spannweite von 32 bis 45 Millimetern. Die Flügel sind braun bis hellbraun mit hellen und dunklen Querstreifen. Die Fühler sind gekämmt.
Die Raupen erreichen eine Länge von 35 Millimetern und sind braun gefärbt. Ihr Vorderteil ist weiß gefärbt. Ähnlich den Raupen der Schwärmer befindet sich auf dem letzten Segment ein orangefarbenes Horn.

## Vorkommen und Lebensweise
Die Falter sind in Japan auf Hokkaidō, Honshū, Shikoku, Kyushu, Tsushima und Tokara, in China und in Südkorea verbreitet.
Die Verpuppung erfolgt in einem Kokon aus Seide. Im Gegensatz zum domestizierten und nur in Kultur überlebensfähigen Seidenspinner (Bombyx mori), mit dem Bombyx mandarina gemeinsam die gesamte Gattung Bombyx stellt, ist der Falter flugfähig und eine in der freien Wildbahn weit verbreitete Art.